# هنري هوبكينز سيبلي
هنري هوبكينز سيبلي (بالإنجليزية: Henry Hopkins Sibley) هو عسكري ومخترع أمريكي، ولد في 25 مايو 1816 في نتشتوشس في الولايات المتحدة، وتوفي في 23 أغسطس 1886 في فريدريكسبيورغ في الولايات المتحدة.

## وصلات خارجية
- هنري هوبكينز سيبلي على موقع الموسوعة البريطانية (الإنجليزية)